# Escale au soleil
Pour plus de détails, voir Fiche technique et Distribution.
Escale au soleil est un court-métrage français d'Henri Verneuil réalisé en 1947.

## Fiche technique
- Réalisation : Henri Verneuil
- Musique : Paul Durand
- Producteur : Ayres d'Aguiar
- Pays :  France
- Format : Noir et blanc
- Genre : Documentaire[1]
- Durée : 26 minutes[1]
- Année : 1947

## Distribution
- Fernandel : Le guide
- Henri Arius[1]
- René Bourbon[1]
- Marie-José[2]
- Andrée Buy : Jeanne